# 이마이 마사토

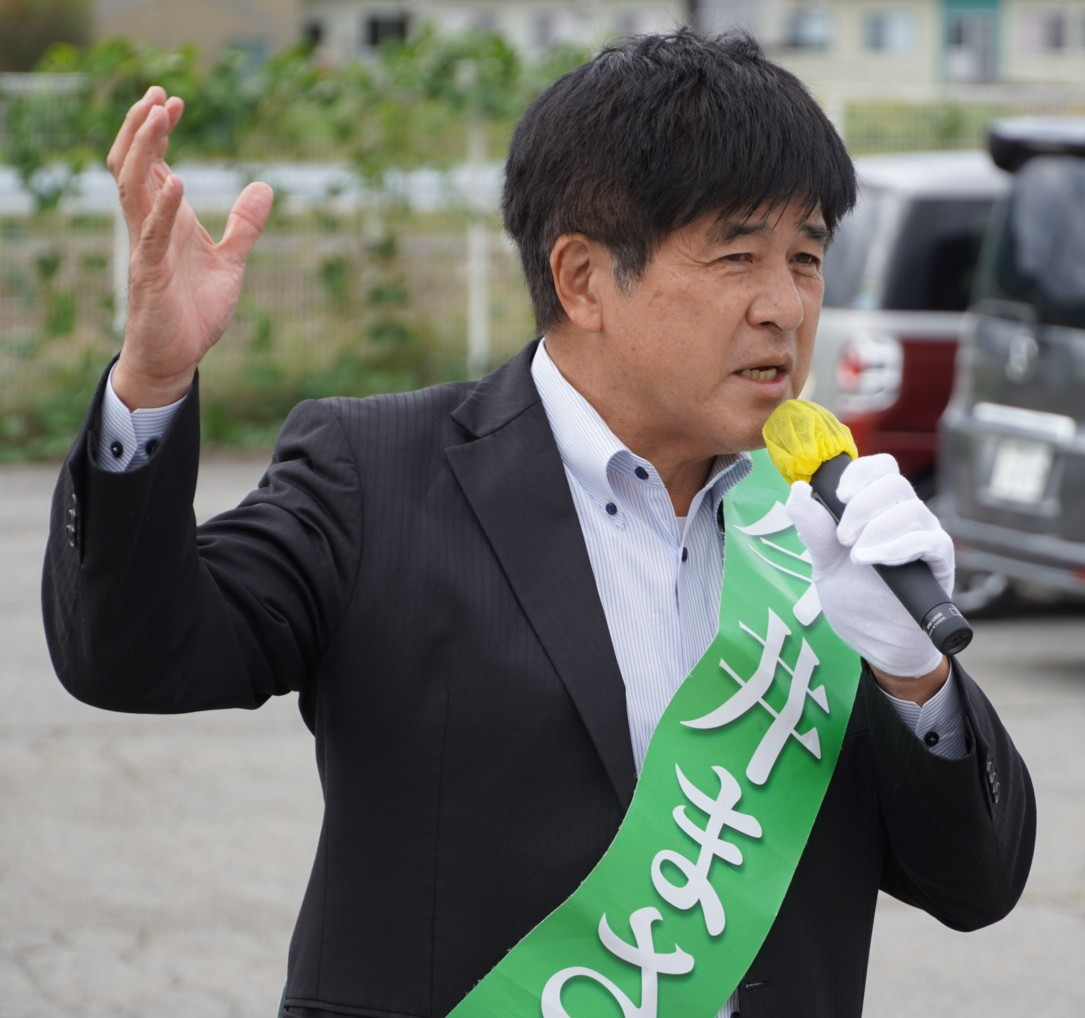
이마이 마사토 (2024년)

이마이 마사토(今井雅人, 1962년 2월 21일 ~ )는 일본의 정치인이다. 입헌민주당 소속의 중의원의원(5기). 입헌민주당 기후 현련 대표.
기후현 게로시 출신으로 게로시립 게로 중학교, 도카이 고등학교를 졸업하고, 조치 대학 문학부 영문학과에 입학하여 1985년에 졸업하였고, 산와 은행에 입행하였다. 그 후, 금융회사를 설립. 2009년 8월 30일, 중의원의원총선거로 첫당선. 2016년 3월, 민진당에 입당. 민진당 「다음의 내각」（그림자 내각）에서 내각부 특명담당대신（행정쇄신, 행정개혁）. 2017년 11월, 희망의 당에 입당하고, 국회대책대책위원장대리에 취임. 2018년 5월 7일, 민진당이라고 희망의 당 합류에 의해 결성된 국민민주당에 참가. 5월 8일, 국민민주당의 국회대책위원장대리에 취임했다.

## 역대 선거 결과
|  | 44.99% |

|  | 25.91% |

|  | 39.53% |

|  | 42.28% |

|  | 42.22% |

|  | 57.26% |